# ماونت ورنون (آلاباما)
ماونت ورون (به انگلیسی: Mount Vernon) شهری در شهرستان موبایل ایالت آلاباما است که مساحت آن ۱۳٫۸۱ کیلومتر مربع است و در سرشماری سال ۲۰۱۰ میلادی، ۱٬۵۷۴ نفر جمعیت داشته و تراکم جمعیتی آن، ۱۱۳٫۹۸ نفر در هر کیلومتر مربع بوده است.

## نگارخانه

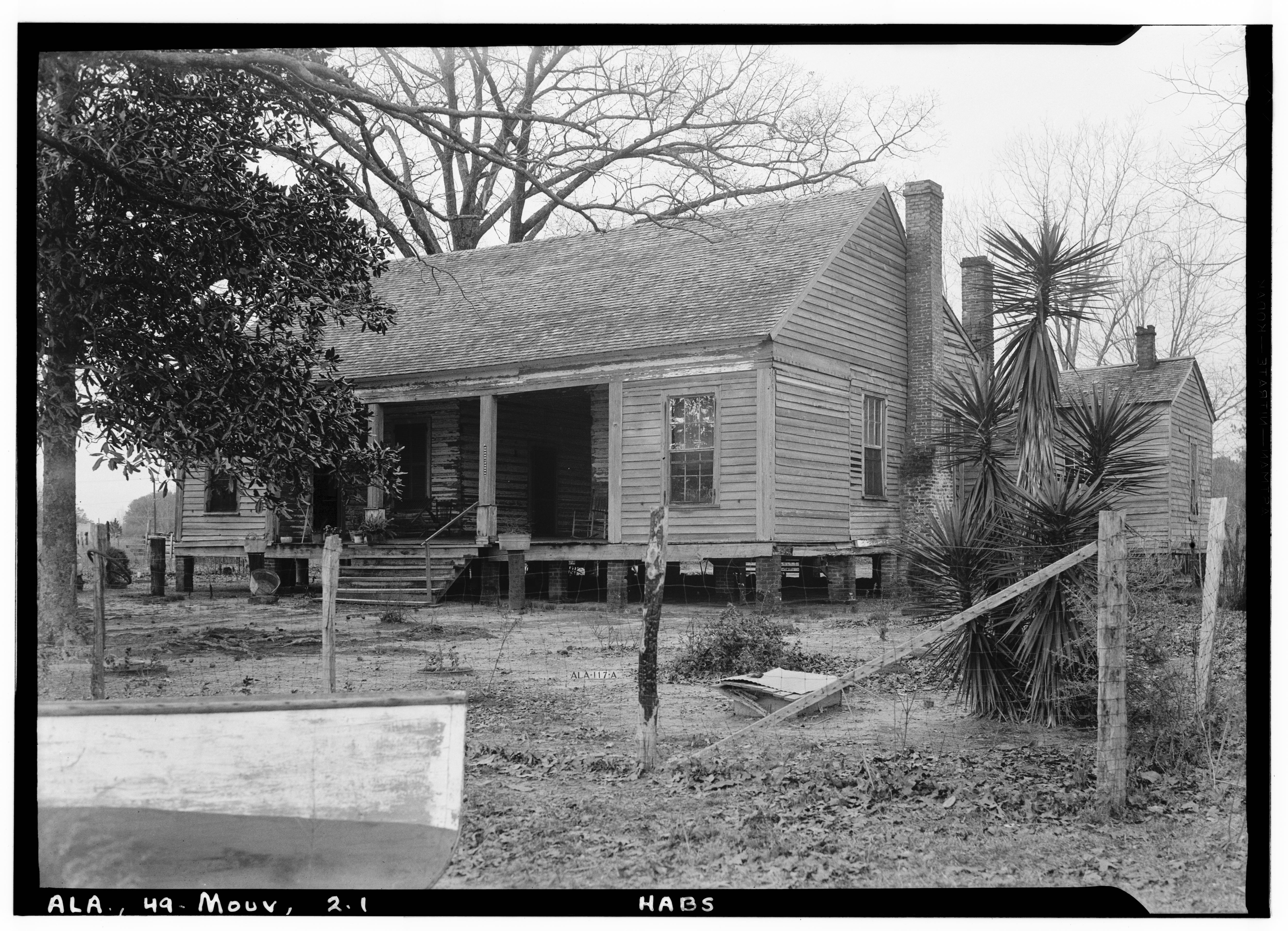
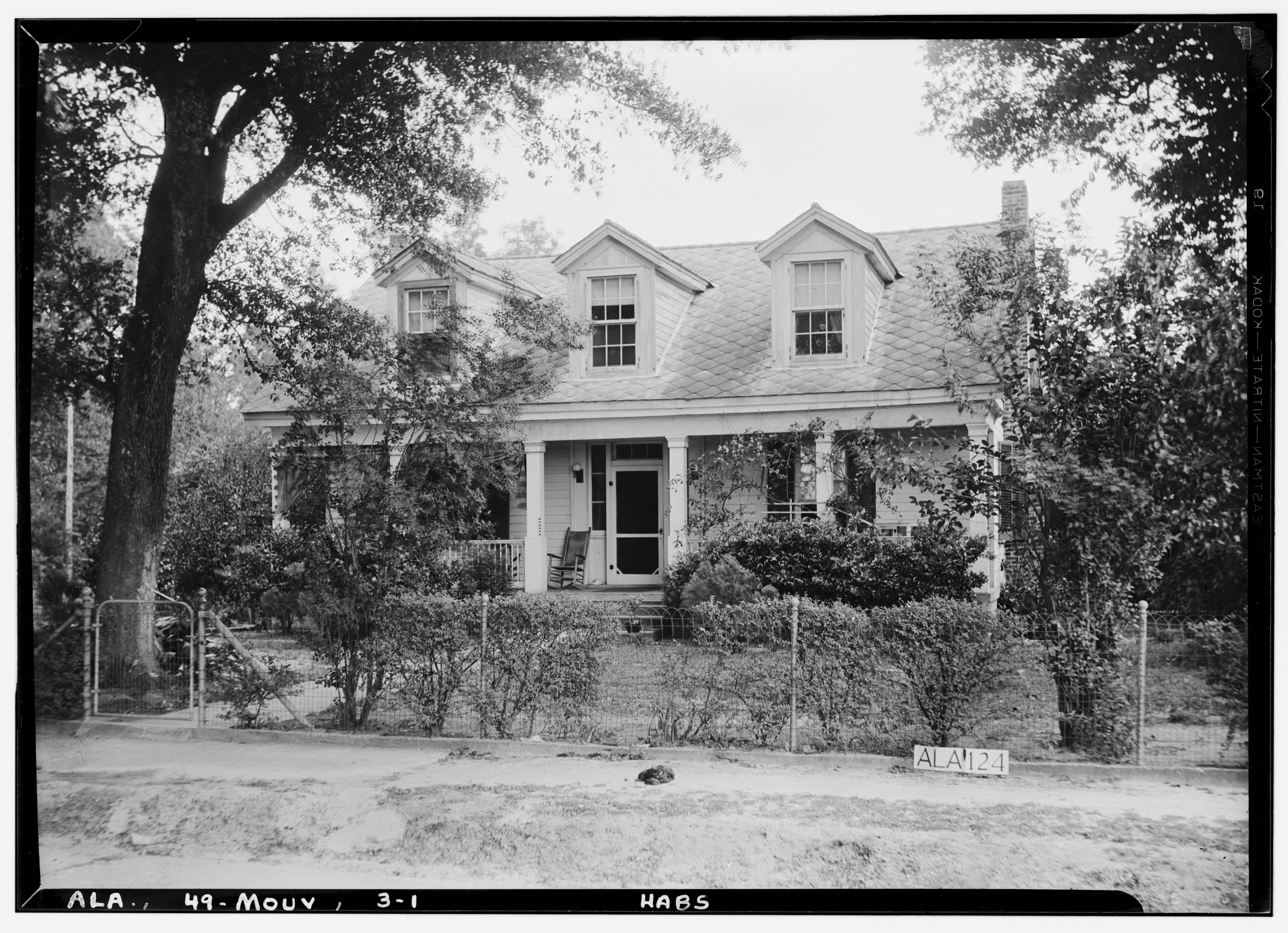
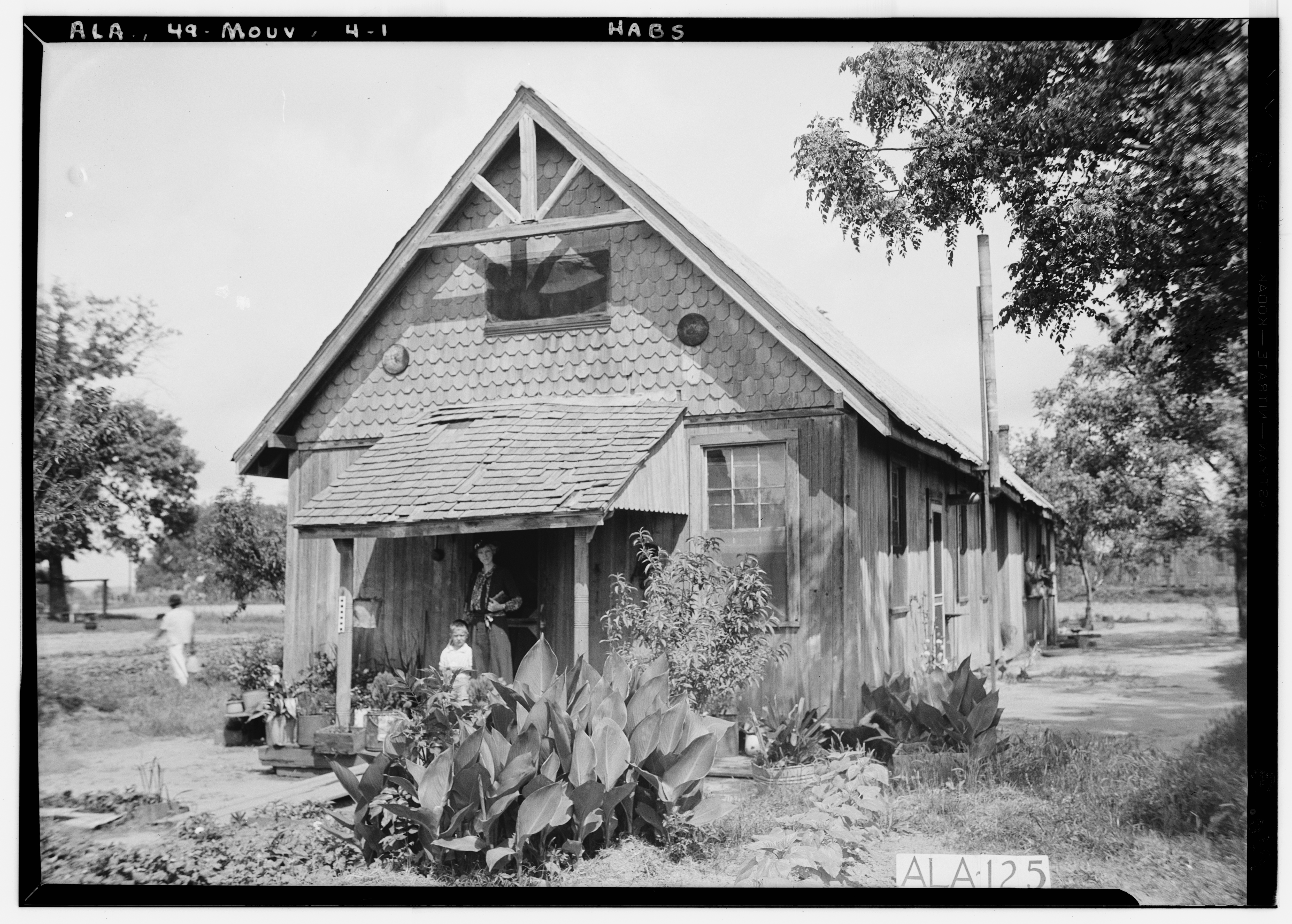
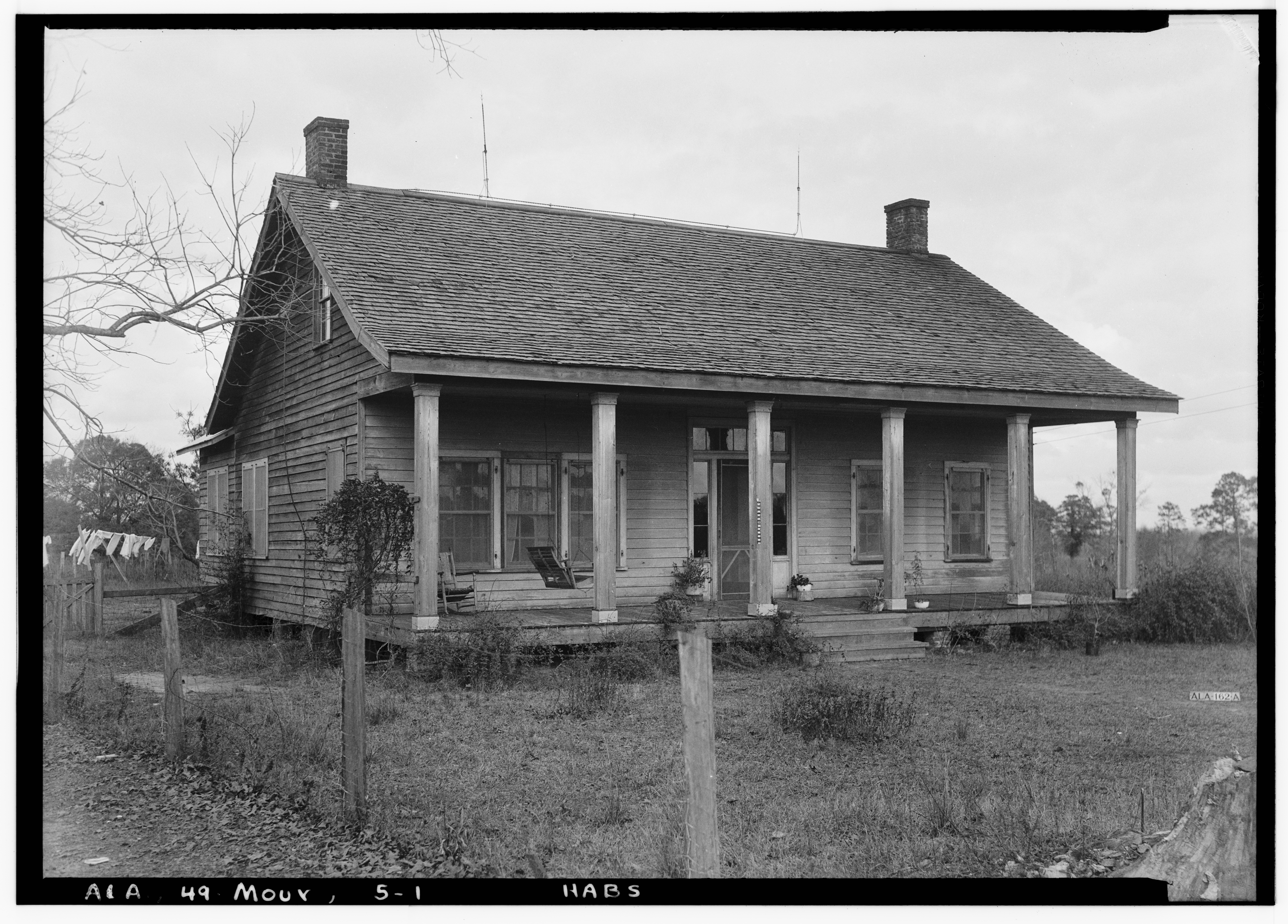